# Movimento Revolucionário Oito de Outubro
Movimento Revolucionário 8 de Outubro (MR-8) foi uma organização política marxista que participou da luta armada contra a ditadura militar brasileira. Surgiu em 1964, no meio universitário da cidade de Niterói, no estado do Rio de Janeiro, com o nome de Dissidência do Rio de Janeiro (DI-RJ). Depois foi rebatizada em memória do dia em que Che Guevara foi capturado, na Bolívia, em 8 de outubro de 1967.
Dedicou-se a participar do movimento político popular e a editar o jornal Hora do Povo. Foi também responsável pelo Partido Pátria Livre, fundado em 2009 e incorporado ao Partido Comunista do Brasil em 2019.

## História
Resultado de uma cisão de universitários com o Partido Comunista Brasileiro, a DI-RJ (a partir de 1967, MR-8) atuou em várias ações do movimento estudantil e do início da luta armada, em 1968. Desarticulado pela ação do exército brasileiro no início de 1969, seus sobreviventes ainda em liberdade juntaram-se aos integrantes da Dissidência Comunista da Guanabara (DI-GB), atuante desde 1966 nas manifestações políticas sob a liderança de Vladimir Palmeira, e juntas, reconstituíram um "novo" MR-8. A organização, então já atuando como um grupo de guerrilha urbana, tornou-se nacional e internacionalmente conhecida com seu papel preponderante no sequestro do embaixador estadunidense no Brasil, Charles Burke Elbrick, em setembro de 1969, realizado em conjunto com a Ação Libertadora Nacional (ALN), de São Paulo. A ação foi realizada, em princípio, para libertar o líder estudantil Vladimir Palmeira, preso desde o ano anterior.
No rastro do sequestro do embaixador, alguns integrantes do grupo foram mortos por não se entregarem e resistirem a iminente prisão. Mesmo assim, nos anos seguintes, as operações armadas do MR-8, com roubos, assaltos a bancos e supermercados, prosseguiram no Rio. No MR-8 militava Iara Iavelberg, então companheira do ex-capitão Carlos Lamarca e em 1971, com o quase completo desmantelamento da Vanguarda Popular Revolucionária (VPR), da qual ele era um dos dirigentes, o MR-8 passou a contar com a militância do líder guerrilheiro. Em setembro daquele ano, porém, Lamarca foi morto no interior da Bahia, seguindo-se à morte de Iara em Salvador, pouco menos de um mês antes.
A maioria dos militantes se retirou para o Chile em 1972, sendo o grupo reestruturado posteriormente com outras orientações. A preferência por ações armadas deu lugar à atuação política, e o MR-8 foi abrigado no Movimento Democrático Brasileiro (MDB), tendo Orestes Quércia como principal liderança. O grupo passa a editar o periódico Hora do Povo.
Além de Carlos Lamarca e Iara Iavelberg, militaram no MR-8 Fernando Gabeira, Franklin Martins, Cid Benjamin, Cláudio Torres da Silva, Vera Silvia Magalhães, (todos participantes do sequestro de Elbrick), César Benjamin, Stuart Angel Jones, Daniel Aarão Reis Filho, José Roberto Spiegner, Miguel Ferreira da Costa, João Lopes Salgado, Reinaldo Silveira Pimenta, Félix Escobar Sobrinho, Marilene Villas-Boas Pinto, Lucas Gregorio, Márcia Ferreira da Costa, Franklin de Mattos, Alfredo Iser, João Manoel Fernandes, entre outros, vários deles mortos durante a luta contra o regime militar ditatorial. Conforme a Comissão Nacional da Verdade, morreram e desapareceram, entre 1946 e 1988, 434 opositores ao regime militar, sendo a maioria deles no período da ditadura de 1964 a 1988.
| Partido Comunista do Brasil (PCB) 1922–1961 | Partido Comunista Brasileiro (PCB) 1961–1992 | Partido Comunista Brasileiro (PCB) 1961–1992   |                                                  | Partido Popular Socialista (PPS) 1992–2019 | Partido Popular Socialista (PPS) 1992–2019        | Partido Popular Socialista (PPS) 1992–2019 | Cidadania 2019–presente |
| Partido Comunista do Brasil (PCB) 1922–1961 | Partido Comunista Brasileiro (PCB) 1961–1992 | Partido Comunista Brasileiro (PCB) 1961–1992   | Partido Comunista (PC) 1992–1993                 |                                            |                                                   |                                            |                         |
| Partido Comunista do Brasil (PCB) 1922–1961 | Partido Comunista Brasileiro (PCB) 1961–1992 | Partido Comunista Brasileiro (PCB) 1961–1992   | Partido Comunista Brasileiro (PCB) 1993–presente |                                            |                                                   |                                            |                         |
| Partido Comunista do Brasil (PCB) 1922–1961 | Liga Comunista Internacionalista (LCI)       |                                                |                                                  |                                            |                                                   |                                            |                         |
| Partido Comunista do Brasil (PCB) 1922–1961 | Partido Operário Leninista (POL)             |                                                |                                                  |                                            |                                                   |                                            |                         |
| Partido Comunista do Brasil (PCB) 1922–1961 | Partido Socialista Revolucionário (PSR)      |                                                |                                                  |                                            |                                                   |                                            |                         |
| Partido Comunista do Brasil (PCB) 1922–1961 |                                              |                                                |                                                  |                                            | Partido Comunista do Brasil (PCdoB) 1962–presente |                                            |                         |
| Partido Comunista do Brasil (PCB) 1922–1961 |                                              | Movimento Revolucionário Oito de Outubro (MR8) |                                                  | Partido Pátria Livre (PPL) 2009–2019       |                                                   |                                            |                         |